# Lincoln City (Indiana)
Lincoln City é uma comunidade não-incorporada localizada no estado americano de Indiana, no condado de Spencer.

## Marco histórico
Lincoln City possui apenas uma entrada no Registro Nacional de Lugares Históricos, o Lincoln Boyhood National Memorial, o qual também é um Marco Histórico Nacional.